# Rodolfo Sierra
Rodolfo Sierra, nació en Salta el 18 de abril de 1918 y fue nieto de uno de los fundadores de la ciudad de Metán. Se graduó de abogado en la Universidad Nacional de La Plata en 1944. Fundó en Metán la Cooperativa Agrícola, la filial del Rotary y la Sociedad Rural del Sur.
Como director del Banco Provincial fundó en 1958 la sucursal Metán de la entidad. Fue candidato a gobernador por la Unión Provincial en 1963. 
En 1966 declinó el cargo de delegado de la dictadura en Salta ofrecido por Onganía.
En 1970 conformó el Partido Conservador Popular junto a Vicente Solano Lima y cuando se perfilaba como candidato a legislador nacional para las elecciones de 1973 sufrió el trágico accidente que le costó la vida. Se accidentó en la RN 34 un 27 de diciembre de 1972 y falleció el 4 de enero de 1973.
- Datos: Q6110593